# Kati Horna
Kati Horna, Katalin Deutsch Blau de son nom de jeune fille, (19 mai 1912, Budapest, Hongrie - 19 octobre 2000, Mexico) est une anarchiste, photographe, hongroise d'origine, mexicaine d'adoption.

## Biographie
Katalin Deutsch Blau est née en 1912  dans une famille juive aisée, dans ce qui était à l'époque l'Empire austro-hongrois. Robert Capa est un de ses amis d'enfance. En 1930, elle part vivre à Berlin et y effectue ses premières études dans le domaine de la photographie. Après l'arrivée au pouvoir des nazis, en 1933, elle revient brièvement à Budapest. Elle se perfectionne auprès du photographe hongrois Joszef Pésci, et y portraitise notamment son ami Robert Capa.
Venue à Paris dans le courant de cette même année 1933, elle réalise plusieurs documentaires avec son appareil photo Linhof pour l'agence Lutetia Press. Pendant cette période, elle réalise sa série intitulée Marché aux puces (1933) et Reportage dans les cafés de Paris (1934).
En 1937, elle gagne l'Espagne en janvier, et s'installe à Valence, en juillet,. En pleine guerre d'Espagne, engagée dans la cause anarchiste,  elle y devient leur reporter officiel et est mise à contribution par leur agence, Spanish Photo Agency, par laquelle elle est publiée dans le magazine britannique Weekly Illustrated. Elle reçoit aussi du gouvernement républicain espagnol la charge de réaliser un album pour la propagande extérieure et s'installe à Barcelone. Engagée dans la cause anarchiste, elle collabore avec la revue Umbral. Elle y fait la connaissance de son deuxième mari, le dessinateur libertaire andalou José Horna, avec qui elle crée ses collages et photomontages les plus célèbres. A la fin de la guerre d'Espagne, elle réussit à le faire libérer d'un camp de réfugiés où il est enfermé. Elle s'embarque avec lui pour le Mexique. Une partie significative de ses photos de la guerre civile espagnole sera  découverte par un chercheur espagnol dans 48 caisses en bois contenant les archives de la Confédération nationale du travail. Ce syndicat anarchiste espagnole les a fait partir de Barcelone en avril 1939 et après un long périple et de multiples arrêts, ces caisses sont arrivées en 1947 à leur destination : l'Institut international d'histoire sociale (IIHS) d'Amsterdam.
En 1940, le Mexique devient pour elle sa patrie définitive. Elle y recroise le chemin de Robert Capa. Elle y collabore surtout avec plusieurs publications majeures et se fait remarquer pour ses reportages et ses travaux, associés au surréalisme. Elle se lie d'amitié avec un groupe d'artistes européens surréalistes qui, comme elle, ont fui l'Espagne à la fin de la Guerre Civile, parmi eux Remedios Varo et Leonora Carrington, mais ne considère pas que son travail ait une véritable affinité avec le surréalisme.  
On remarque parmi ses œuvres La Castañeda (1945), Fetiches de S.nob (1962), Sucedió en Goyoacán (1962), Mujer y Máscara (1963) et Una noche en el sanatorio de muñecas (1963). Ses travaux enchaînent de fréquentes expositions en son hommage aussi bien en Espagne qu'au Mexique et également dans d'autres pays.
Elle enseigne la photographie pendant plusieurs décennies à la Université nationale autonome du Mexique (UNAM) et à l'Université ibéro-américaine.
Kati Horna décède en 2000 à Mexico,. Depuis sa mort, son travail est l'objet de plusieurs expositions à travers le monde. La galerie du Jeu de Paume à Paris présente une exposition rétrospective de son œuvre du 3 juin au 21 septembre 2014.

## Expositions récentes
- 1992: Kati Horna. Fotografías de la guerra civil española (1937-1938), Sala de Exposiciones de la Universidad de Salamanca (Espagne)
- 29 octobre - 21 novembre 2009: Retratos de la contienda, Palacio de la Merced, Cordoue (Espagne)
- 19 juin - 12 septembre 2010: Surreal Friends: Leonora Carrington, Remedios Varo and Kati Horna, Pallant House Gallery, Chichester (Royaume-Uni)
- 14 septembre - 26 novembre 2012: Nostalgia por lo perdido / asombro por lo encontrado, Musée d'Art Contemporain de Oaxaca - MACO (Mexique)
- 7 décembre 2013 - 28 avril 2014: Kati Horna, Musée Amparo, Puebla (Mexique). Cette exposition a ensuite été présentée:
  - 3 juin - 21 septembre 2014: Kati Horna, au Musée du Jeu de Paume, Paris (France)
  - 30 janvier - 24 mai 2015: Kati Horna, au Musée d'Art Contemporain de Monterrey - MARCO (Mexique)
- 14 september - 17 décembre 2016: Told and Untold: The Photo Stories of Kati Horna in the Illustrated Press, Americas Society, New York